# Andrzej Zdziarski
Andrzej Antoni Zdziarski (ur. 12 czerwca 1954 w Warszawie) – polski astronom, profesor doktor habilitowany.

## Życiorys
Ukończył studia astronomiczne na Uniwersytecie Warszawskim. Stopień doktora habilitowanego uzyskał w 1990 roku, a tytuł profesorski – w 1994 roku. Obecnie pracuje jako profesor zwyczajny w Centrum Astronomicznym im. Mikołaja Kopernika Polskiej Akademii Nauk w Warszawie. Interesuje się głównie aktywnymi jądrami galaktyk, ciasnymi układami podwójnymi i astrofizyką wysokich energii.
Członek Międzynarodowej Unii Astronomicznej (member of Division XI Commission 44 Space & High Energy Astrophysics, member of Division XI Space & High Energy Astrophysics).
Był współpracownikiem Komitetu Obrony Robotników, wielokrotnie represjonowany (m.in. porwany i pobity).